# Судный приказ
Су́дный прика́з — судебный орган Русского царства.
Судные приказы осуществляли судопроизводство по гражданским искам землевладельцев, неподсудных городовым воеводам. Судные приказы, именуемые и судной избой, и судом — упоминаются в литературных памятниках России, с начала XVI века. Судные приказы (сначала был один, затем несколько, после опять один) являлись центральными государственными учреждениями в краях Русского государства, во 2-й половине XVI — конца XVII века.

## История
Существовали следующие судные приказы: Владимирский судный приказ (с 1593 года, до этого с 1582/83 года — «Владимирская судная палата»), Московский судный приказ (с 1598 года), Рязанский судный приказ (с 1591 года), Дмитровский судный приказ (с 1595 года). 
Владимирский судный приказ, среди судных приказов, считался «старшим», так как он был ранее общегосударственным Судным приказом (позднее получил название Владимирский судный приказ, также функционировал в это время Дворовый Судный приказ, позднее переименованный в Московский судный) за ним в иерархии следовали Московский, Рязанский и Дмитровский, а служба во Владимирском приказе была наиболее почётной. Со временем осталось только два приказа: Московский и Владимирский. В функции судных приказов входило рассмотрение уголовных дел (убийств, грабежей, драк); гражданских дел (заёмных, кабальных тяжб; определение допустимого ростовщического процента); спорных земельных дел; вопросов сыска беглых и вывезенных крестьян и холопов.
3 ноября 1700 года по указу Петра I в московский судный приказ были переданы дела Владимирского судного приказа. Новое учреждение получило наименование Судный приказ.
Приказу были подсудны:
- тяжбы между боярами, окольничими, думными дворянами, и помещиками;
- все иски, вытекавшие из договоров;
- жалобы на воевод.

Также приказ расследовал деятельность воевод.
30 сентября 1704 года по указу Петра I в московский судный приказ были переданы дела Холопьего приказа, и велено учинить особый стол. В 1714 году приказ был переведён из Москвы в Санкт-Петербург, и присоединён к Юстиц-коллегии. 20 марта 1730 года приказ был восстановлен для суда всех людей, живущих в Москве, «во всех делах, кроме разбойных, татийных и убийственных».